# 传送门马里奥
《传送门马里奥》 是一個開放源碼益智平台改編電子遊戲，結合了《超级马里奥兄弟》和《Portal》的遊戲元素，由Stabyourself.net的莫里斯·蓋岡開發。蓋岡在開發此遊戲前，亦開發過數個改編遊戲，包括《Not Tetris》（改編自《俄羅斯方塊》）。《Mari0》使用的遊戲引擎為LÖVE引擎，能夠跨平台遊玩，包括Linux、Mac OS X和Windows。此遊戲於2012年3月3日以创作共用授权正式發佈。自發佈後，所有人都可以瀏覽遊戲的源代碼。

## 遊戲內容
《Mari0》的遊戲界面基本上與8位元版本的2D平台游戏《超级马里奥兄弟》相同。玩家在遊戲中需要使用鍵盤操控马力欧走路和跳躍，並需要避開敵人或踩在敵人的頭上。玩家亦需要收集金幣以獲得額外的分數。而與原作最大分別的地方，就是遊戲加入了源自解謎遊戲《傳送門》的「傳送門槍」概念。在《Mari0》中，玩家可以在兩個不同平面上用鼠標點擊，即可產生一個傳送門。玩家可以利用傳送門的特性以到達某些地方，如玩家躍下位於地面的傳送門時，自由落體的向下矢量在穿地面越傳送門，並從垂直的傳送門出來後，會轉變為向前的直線衝量，使玩家能到達原本沒辦法抵達的地方。但是，這個效果亦會在敵人身上產生。
此遊戲的畫面設計與《超级马里奥兄弟》相似，但遊戲中的試驗室則是取材自《傳送門》的光圈科學實驗室。除此之外，此遊戲的关卡编辑器中的圖形編輯器和着色器均能讓玩家創造出全新的關卡。但是，此遊戲要到之後的版本才支援多人遊戲。

## 歷史
起初，Stabyourself.net的首席程序員蓋岡想製作一個包含《新 超級瑪利歐兄弟 Wii》多人遊戲獨有元素的《超级马里奥兄弟》改編遊戲。但是，當他在CollegeHumor看見了一個名為「持有傳送門槍的馬里奧」的影片後，他便決定加入傳送門槍元素。
蓋岡於2011年1月開始開發此遊戲。在開發遊戲期間，他頻繁地更新其博客內容，以讓支持者能獲得最新的《Mari0》開發進度資訊，其中包括長達1個月的馬拉松式屏幕截圖更新。蓋岡亦發佈了幾套预告片和視頻，並宣佈此遊戲將於2011年的聖誕節期間面世。後來，蓋岡將發佈時間推延至2011年除夕。然而，發布日期再進一步被推延，直至beta版的測試已經完成，以及蓋岡對遊戲感到滿意為止。
最終，蓋岡以謎題的形式宣佈發布日期，而發布日期就是2012年3月3日。Stabyourself.net亦在其首頁上加上了一個倒計時器，以告訴支持者距離發佈日期尚有多久。
首個官方版本是伴隨著一個預告片一起發布的。除此之外，Stabyourself.net亦會不時發佈遊戲補丁版本。

## 評價
《Mari0》在發佈後即獲得多個技術和電子遊戲網站的關注。此遊戲亦獲得很多知名網站的關注，如YouTube和Reddit。此遊戲獲得的評價大多是正面的。Rock, Paper, Shotgun的約翰·沃克指出「如果它（《Mari0》）沒有令到你喘氣，並令你希望將它張貼到互聯網的其餘部分的話，那麼我根本不明白你。」

## 外部連結
- 官方网站